# Соната для альта і фортепіано (Шостакович)
Соната для альта і фортепіано Д. Шостаковича, opus 147, написана в 1975 році і є останнім твором композитора, завершеним усього за кілька тижнів до смерті. Твір присвячено Федору Дружиніну, радянському альтисту. Твір вперше було показано в будинку композитора 25 вересня 1975, перше виконано публічно 1 жовтня 1975 в Ленінграді Федором Дружиніним і Михайлом Мунтяном.
Твір складається з трьох частин:
1. Aria (of Novello) — Moderato
2. Scherzo — Allegretto
3. Пам'яті великого Бетховена — Adagio

Альтова соната надихнула режисерів Олександра Сокурова і Семена Арановича на створення фільму «Дмитрий Шостакович. Альтовая соната» про трагічну долю її автора. До 1987 року цей фільм був заборонений в СРСР.